# バナナピーマン
バナナピーマンまたはバナナペッパー (banana pepper) は、中型の大きさの唐辛子の一種で、マイルドな辛味を持つ。普通は明るい黄色であるが、緑色、赤色や熟すと橙色にもなる。酢漬けにされたり、中に具材が詰められたり、生のまま料理に用いられたりする。トウガラシ (Capsicum annuum) の栽培品種である。辛さは0-500スコヴィル値程度とそれほど辛くはなく、多くの唐辛子と同様にその辛味は熟し加減に依り、熟したものは若いものよりも甘い。

## 名前
熟した果実は長さ5-8cmで、その曲がった形と黄色い色はバナナに似ているため、この名が名付けられた。フラジテッロはしばしば誤ってバナナピーマンと呼ばれ、また未熟なハンガリアンワックスもたびたび混同される。ハンガリアンワックスがバナナピーマンの束の中に混ざって売られ、期待したよりも辛くなってしまうことも珍しくない。

## 栽培
他のトウガラシの栽培と同様に日光を多く必要とする。種または挿し木から育てることができる。栽培品種には、Early Sweet Banana、Hungarian Yellow Wax、Sweet Banana、Sweet Hungarian等がある。熟したものは高さ1-2フィートになり、多くの気候で育つことができるが、温帯を好む。

## 栄養価
バナナピーマンは熱量、脂肪、ナトリウムが少なく、ダイエットに適した食品である。また食物繊維、ビタミンA、カリウム源になり、特に非常によいビタミンC源である。マイルドな辛味のため、サラダ等の軽い食事に加えるのに適している。

## 食べ方
- 薄切りにした酢漬けのバナナピーマンが市販されており、ピザ、サンドウィッチ、グリークサラダ等の飾りつけに用いられる。
- 酢漬けしてプロシュットやチーズを詰めたバナナピーマンがアンティパストとして食べられる。
- 詰め物をして温めたバナナピーマンがイタリアンソーセージやチーズとともに食べられる。
- みじん切りや角切りにしたバナナピーマンが甘味を出すためにレリッシュやサルサに加えられる。
- ハラペーニョ等の辛い唐辛子とともにゼリー寄せとして食べられる。